# 辛亥首义发难处工程营旧址
辛亥首义发难处工程营旧址位于中华人民共和国湖北省武汉市武昌区紫阳路207号湖北省总工会院内，是一处近代纪念建筑。1911年10月9日，革命党孙武于汉口装配炸弹发生事故，导致起义事泄。驻扎于此的湖北路军第八镇第八营熊秉坤等率先发难，发动了武昌起义。
旧址原有3栋平房，现建筑为后来重修，山字形两层砖木结构。主楼正面三开间38.5米，进深14.8米。左侧突出为三角形，外墙为假麻石粉面。现为湖北省总工会干部学校所在地。院内建有以汉阳造步枪为造型的纪念碑，以及纪念亭。

## 图集

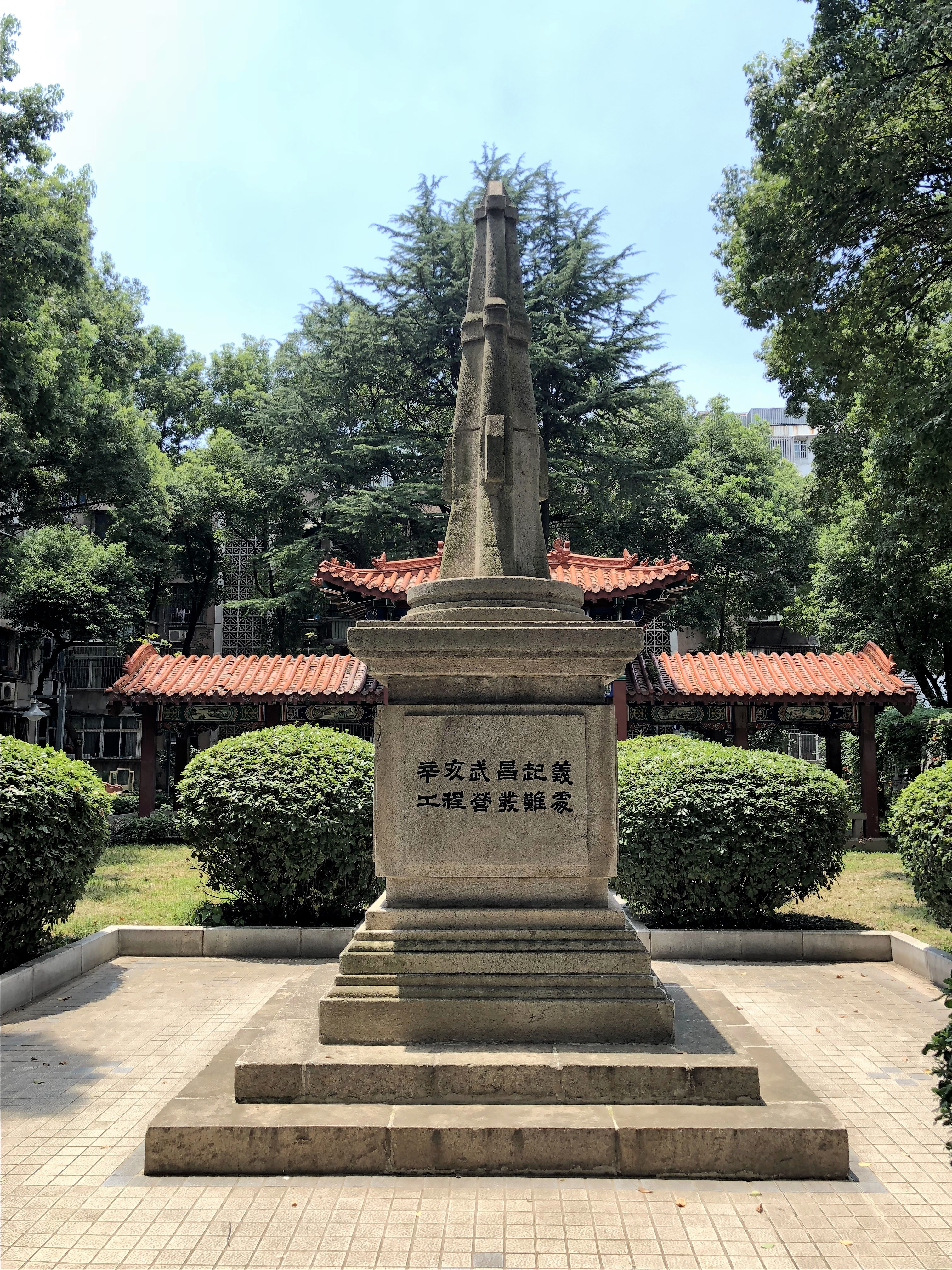
辛亥首义发难处纪念碑正面，后方是纪念亭
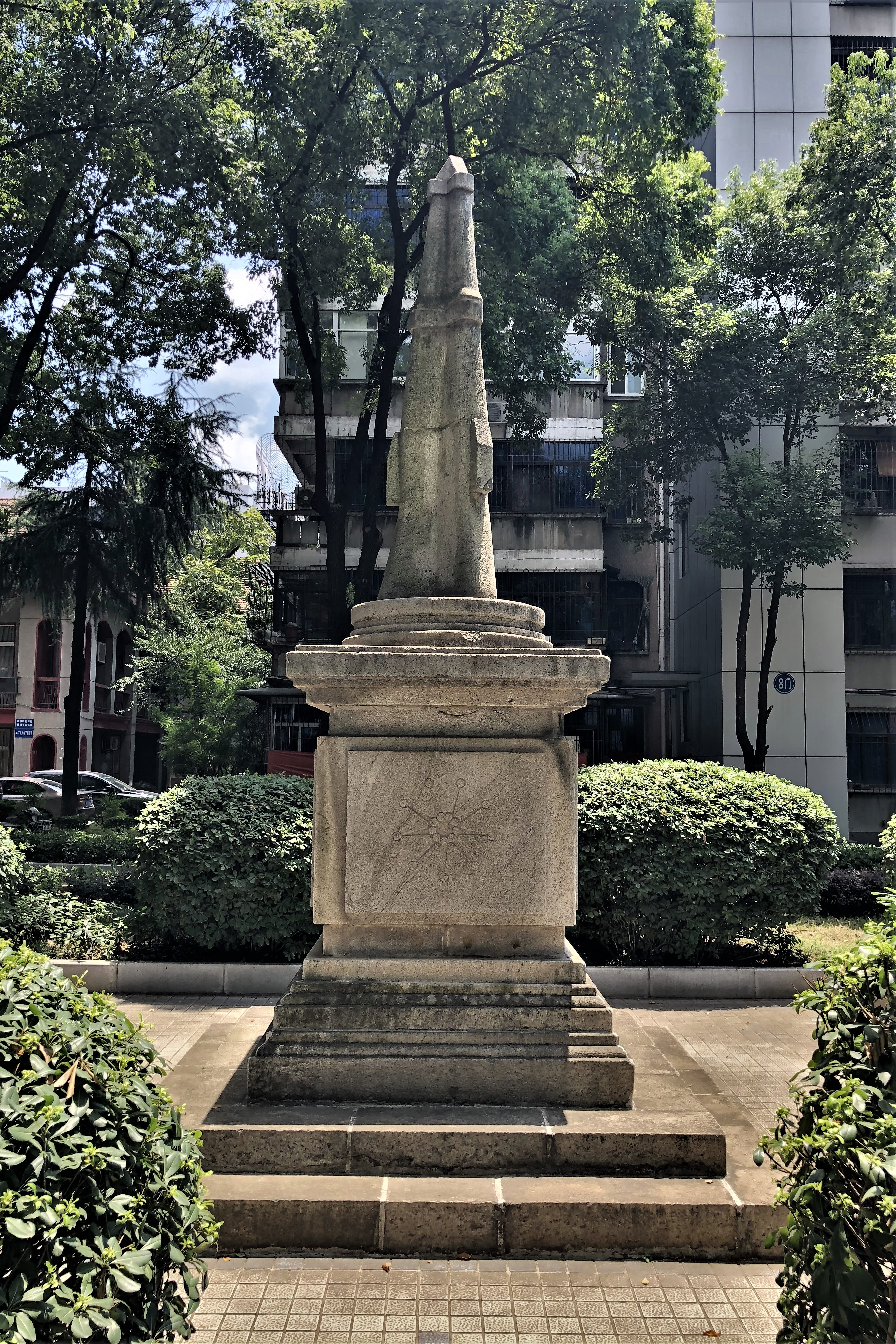
纪念碑侧面
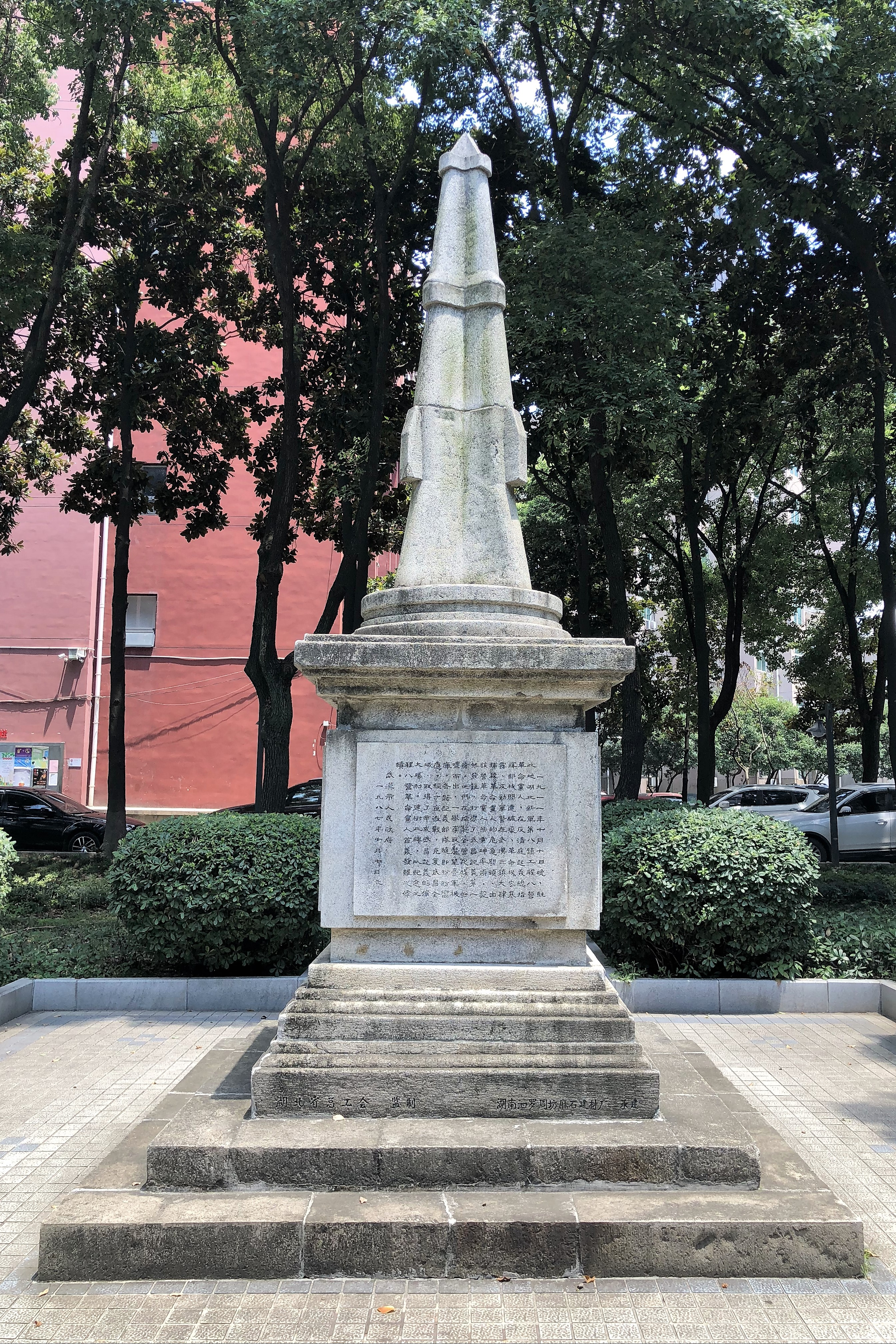
纪念碑背面
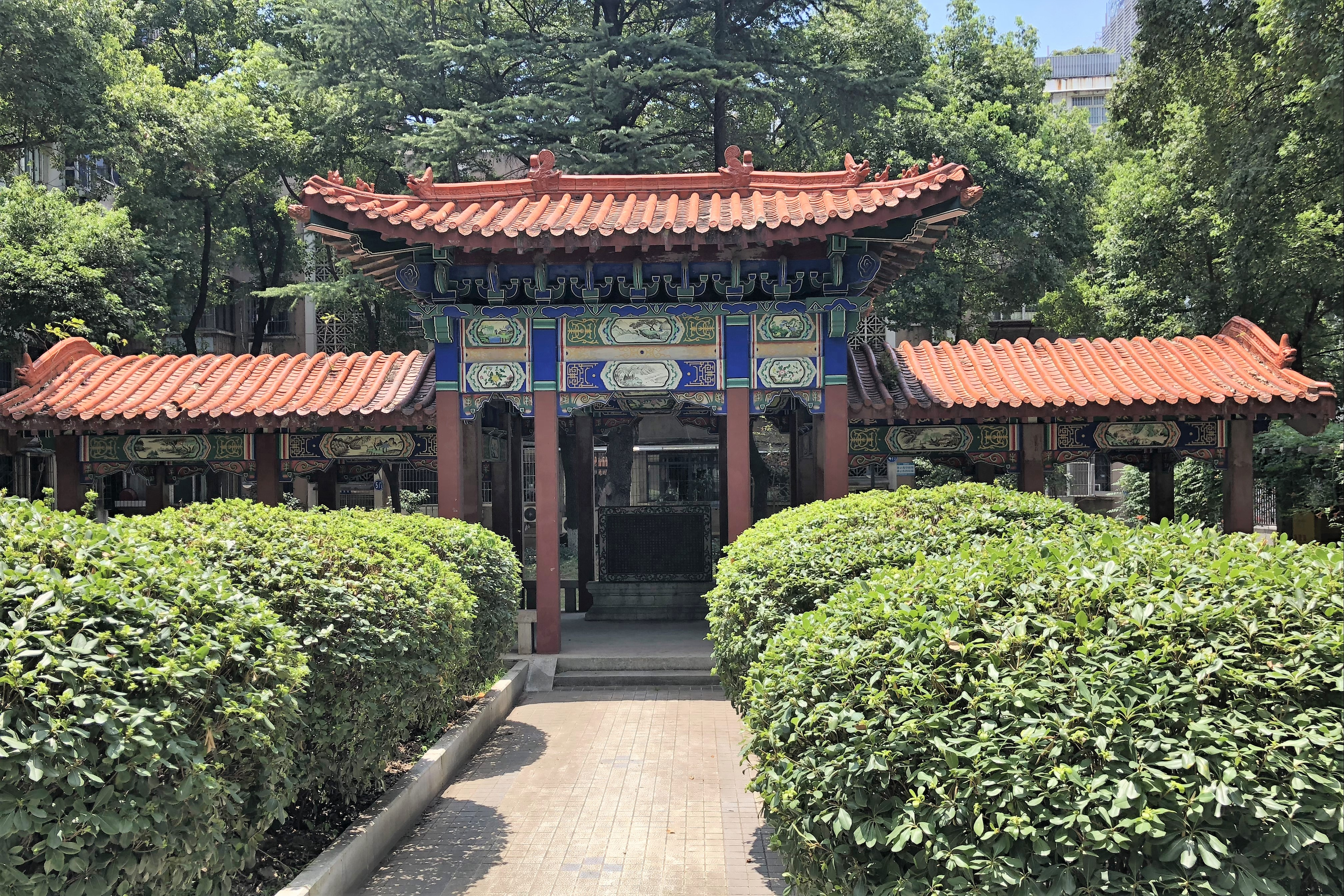
纪念亭
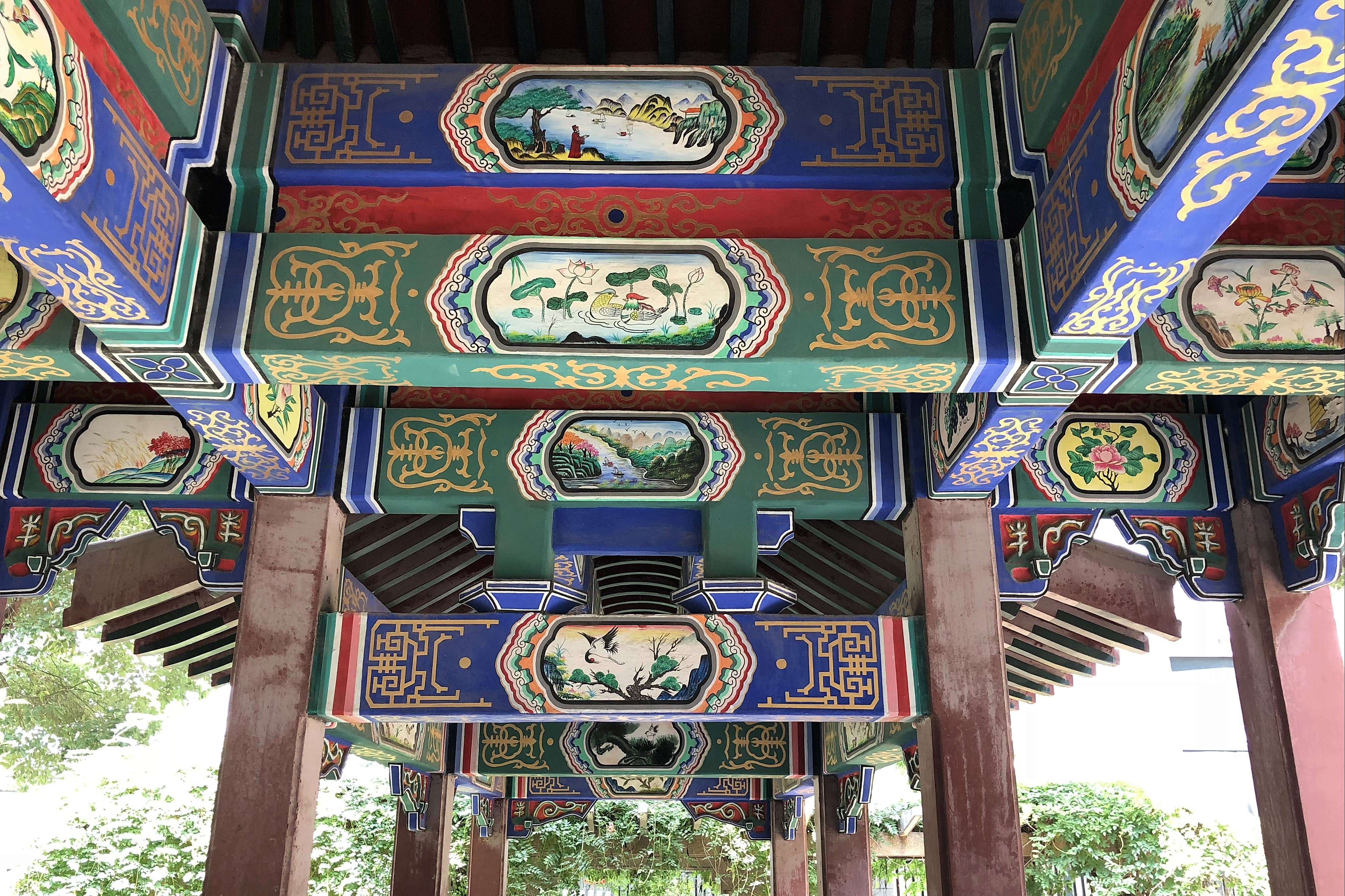
纪念亭内装饰
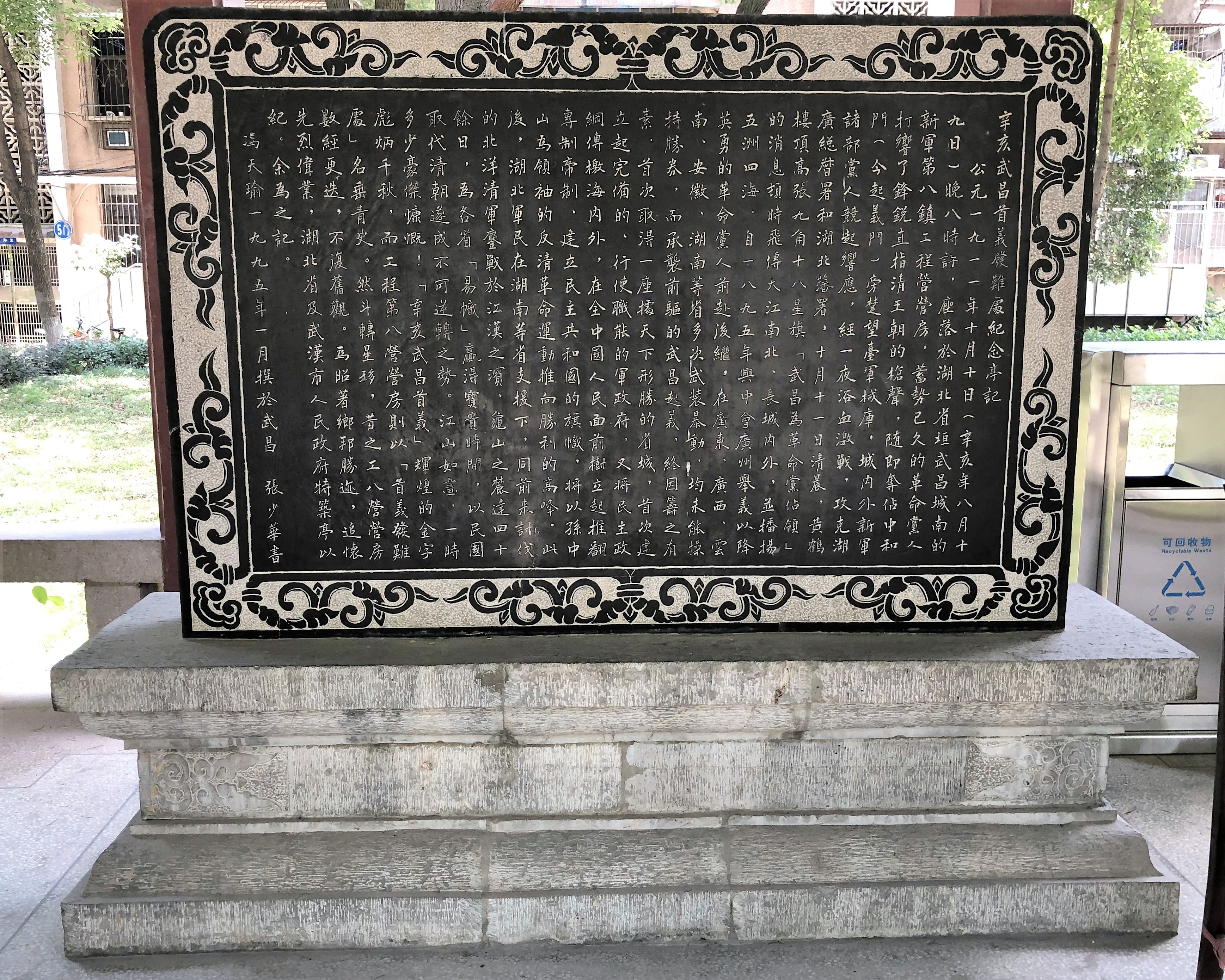
纪念亭内石碑